# Ca' Vendramin Calergi
(Gabriele D'Annunzio, descrivendo Palazzo Vendramin Calergi)

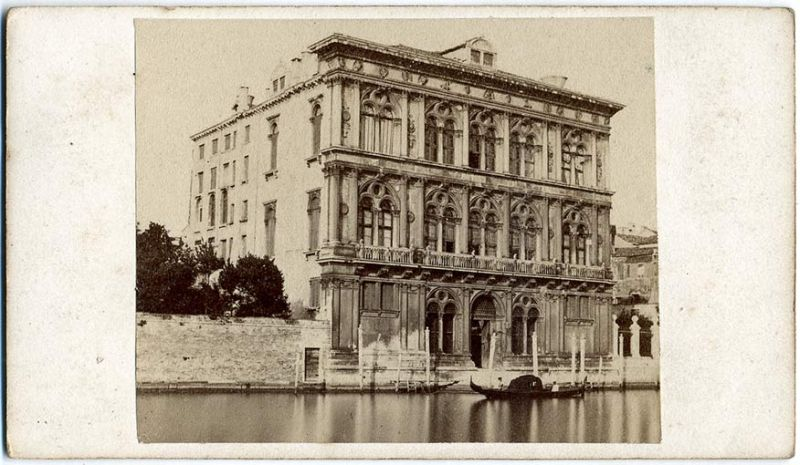
Palazzo Vendramin Calergi in una foto d'epoca di Carlo Naya.

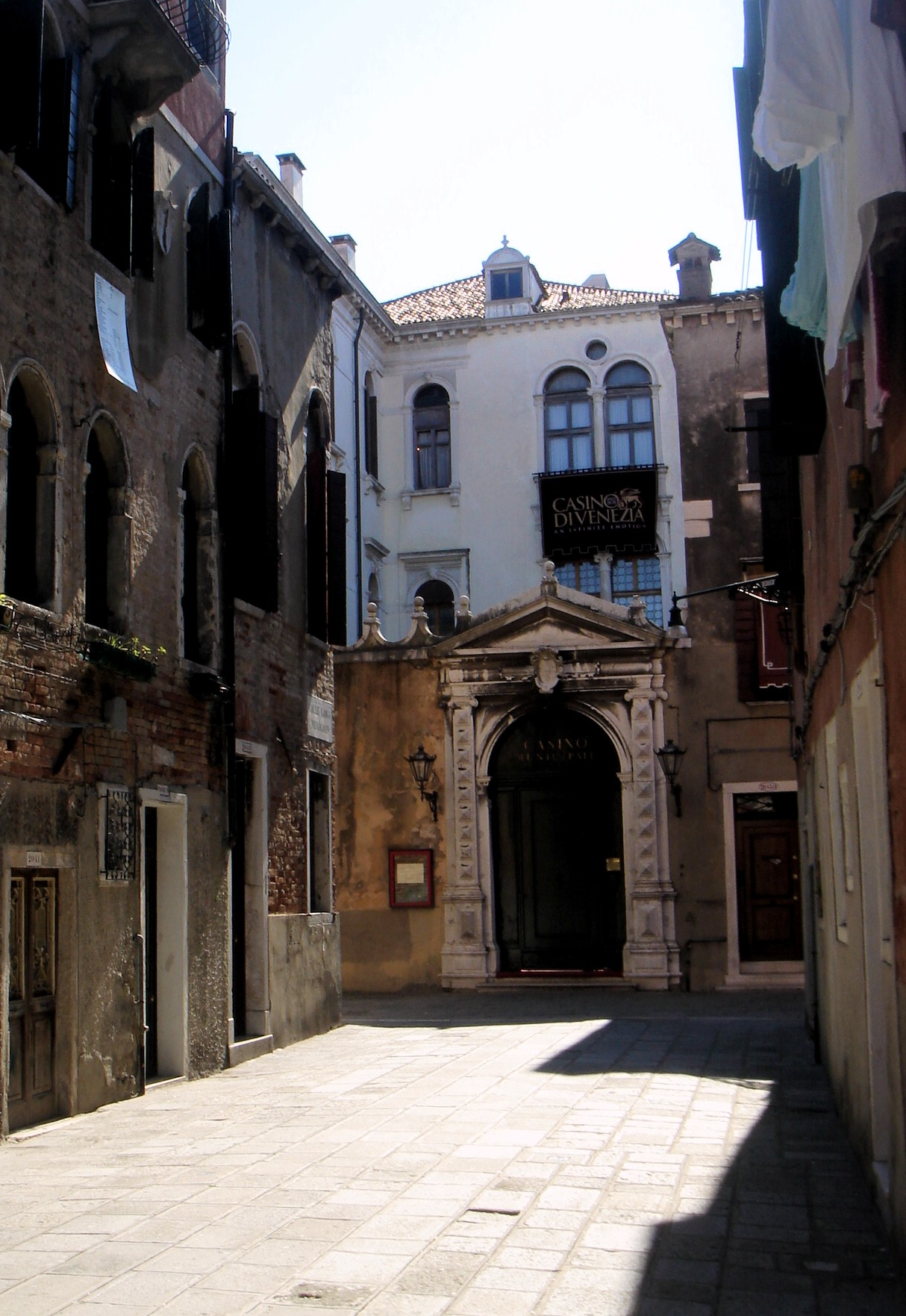
Ingresso e facciata posteriori. Al secondo piano nobile le insegne del Casinò di Venezia.

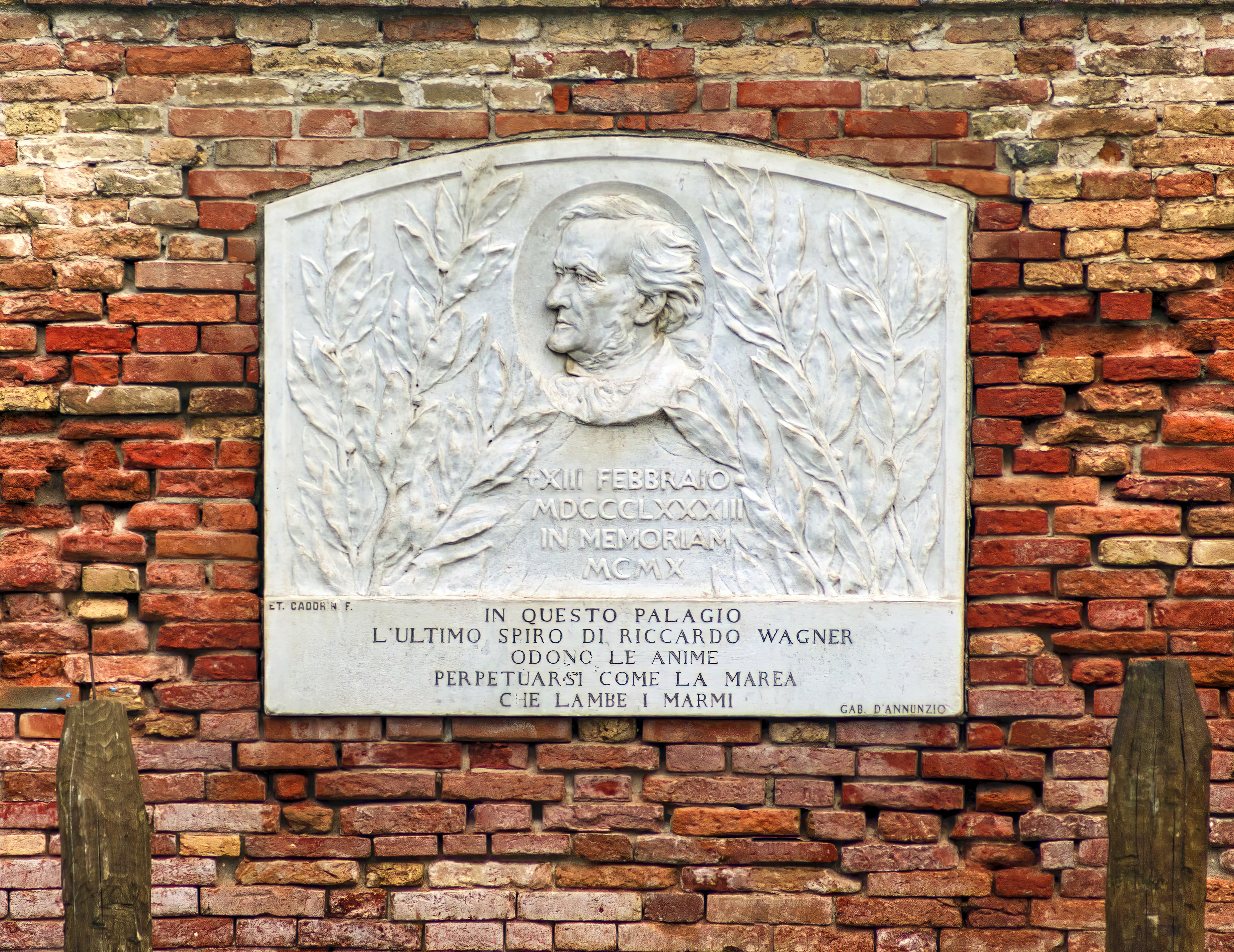
Ca' Vendramin Calergi, lapide in memoria di Richard Wagner.

Palazzo Loredan Vendramin Calergi, brevemente Ca' Vendramin Calergi, è un palazzo veneziano, situato nel sestiere di Cannaregio e affacciato sul Canal Grande tra Casa Volpi e Palazzo Marcello, di fronte a Palazzo Belloni Battagia e al Fontego del Megio. Il palazzo ospita il Casinò di Venezia.

## Attribuzione
Nel corso delle differenti epoche questo edificio è stato attribuito a più architetti: nel 1778 Tommaso Temanza identificò il suo progettista come Sante Lombardo, figlio del più celebre Tullio. Data l'incompatibilità cronologica, questa opera è stata poi da molti attribuita a Mauro Codussi, a causa delle affinità con Palazzo Corner Spinelli, realizzato circa vent'anni prima. Tuttavia, neppure Palazzo Corner Spinelli è stato esente da problemi di attribuzione e recenti ipotesi sembrano sostenere che tale opera non sarebbe da attribuirsi a Codussi, ma più genericamente a maestranza codussiane. La bottega della famiglia Lombardo ebbe comunque larga parte nella realizzazione dell'opera.

## Storia
Fu la famiglia Loredan a volere la costruzione del palazzo, per il quale ingaggiarono con ogni probabilità l'architetto Mauro Codussi. Le date di inizio e fine del cantiere ci pervengono con grande precisione dagli storici e dai critici contemporanei: la sua costruzione cominciò nel 1481 e venne ultimata nel 1509, come ci informa lo storico d'arte Gerolamo Priuli. Per la decorazione di alcune pareti interne, oggi perduta, fu richiesta la mano del Giorgione, che le affrescò. Nel 1581 i Loredan furono costretti a vendere l'edificio al duca Eric II di Brunswick-Calenberg.
Dopo essere passato al duca di Mantova Guglielmo Gonzaga, il palazzo venne acquistato nel 1589 da Vettor Calergi per le sue nozze con la nobildonna Isabetta Gritti: da tale matrimonio nacque una sola figlia, Marina, andata sposa nel 1608 a Vincenzo Grimani. Nel 1614 i proprietari fecero ampliare l'ala destra del palazzo, coprendo parte del giardino e dando alla struttura l'attuale forma a L, su progetto di Vincenzo Scamozzi. Tale ala venne però abbattuta in seguito all'assassinio di Francesco Querini Stampalia, ucciso dai tre figli maschi di Marina, e sostituita con una colonna d'infamia, prontamente rimossa dai tre.
Nel 1739 il palazzo passò per via ereditaria ai Vendramin e in particolare a Niccolò, pronipote di Marina. I Vendramin divennero i nuovi proprietari e il palazzo prese il nome di queste due famiglie legate da parentela: Vendramin Calergi.
Nel 1844 la principessa Carolina di Borbone-Due Sicilie, duchessa di Berry (vedova di un figlio del Re Carlo X di Francia), acquistò la dimora, ma nel 1865, a causa dei debiti contratti dalla Duchessa, il palazzo fu assegnato al Sovrano Ordine di Malta che ne fece un baliaggio ereditario in favore del figlio di Carolina e Ettore Lucchesi Palli (suo secondo marito), Adinolfo, duca della Grazia. Sotto la successiva proprietà dei Duchi della Grazia, tra 1882 e 1883 visse i suoi due ultimi anni a Ca' Vendramin il compositore tedesco Richard Wagner, che vi morì il 13 febbraio 1883. I discendenti di tale famiglia, aventi cognome Lucchesi-Palli, lo vendettero al finanziere veneziano Giuseppe Volpi, conte di Misurata, che ne fu proprietario per un breve periodo di tempo, dal 1937 al 1946. Egli restaurò la dimora e la divise in due differenti aree utilizzando il primo piano come dimora di rappresentanza e per convegni; il secondo piano fu sede del centro di Elettrologia fino al 1945, quando i locali vennero dati in affitto alla Rai che nel 1970 si trasferirà nel palazzo Labia a San Geremia.
Nel 1946 il palazzo passò al Comune di Venezia, che vi installò la sede invernale del Casinò di Venezia. Soltanto agli inizi degli anni 2000, il Comune di Venezia cedette al Casinò di Venezia SpA, propria società partecipata, la proprietà effettiva dell'edificio e delle pertinenze.

## Architettura

### Esterni
Edificio disposto a L, Palazzo Vendramin presenta una delle più rappresentative facciate del Rinascimento veneziano, essendo un'interpretazione locale dell'albertiano Palazzo Rucellai a Firenze e dalla travata ritmica che Alberti aveva utilizzato a Mantova. Il gioco architettonico crea un riuscito effetto per mezzo del contrasto di luci ed ombre. La facciata risulta composta di tre livelli, divisi da dei pronunciati marcapiani, a loro volta retti da semicolonne a ordini sovrapposti: dorico, ionico e corinzio. Cinque ampie bifore, dal ritmo diseguale (tre affiancate al centro, due più isolate ai lati), movimentano il prospetto di ciascun piano, dandogli l'aspetto di una loggia a due piani, che si rispecchia anche nel pian terreno, dove al posto della finestra centrale si trova il portale.
Tali bifore sono derivate dalla fusione di due monofore a tutto sesto, a loro volta racchiuse da un semicerchio. Tra le due si trova una finestrella circolare, che ricorda quelle periformi di Palazzo Corner Spinelli, da cui si distanzia per disegno. A differenza dei palazzi gotici e tardogotici veneziani, è il telaio architettonico a dominare la facciata, subordinando i sobri intarsi policromi e gli elementi decorativi. Sui pannelli sottodavanzale del basamento è inciso il motto dei Cavalieri templari dell'Ordo Templi Non nobis Domine, non nobis, sed nomini tuo da gloriam ("Non a noi, o Signore, non a noi, ma al tuo nome dà gloria"). Il testo è la traduzione dei versetti mediani del salmo 113 (Antica Vulgata) o dell'incipit del salmo 115 (secondo la numerazione ebraica) 114 della Bibbia.
Davanti all'ala seicentesca (detta Ala bianca), a destra del blocco principale dell'edificio, il palazzo vanta un discreto giardino con vista sulle facciate antistanti, accessibile anche dal canale attraverso una cancellata i cui pilastri sono sovrastati da due grandi statue.
Sul retro il palazzo presenta una piccola corte, chiusa su un lato da un muro di cinta, presso il quale, oltre a un elegante ingresso a tutto sesto sovrastato da timpano e da stemma, esternamente è affissa una lapide che ricorda che la morte di Wagner è avvenuta fra le mura del palazzo con le parole dettate da D'Annunzio:

Particolari della facciata nelle foto di Paolo Monti, 1977
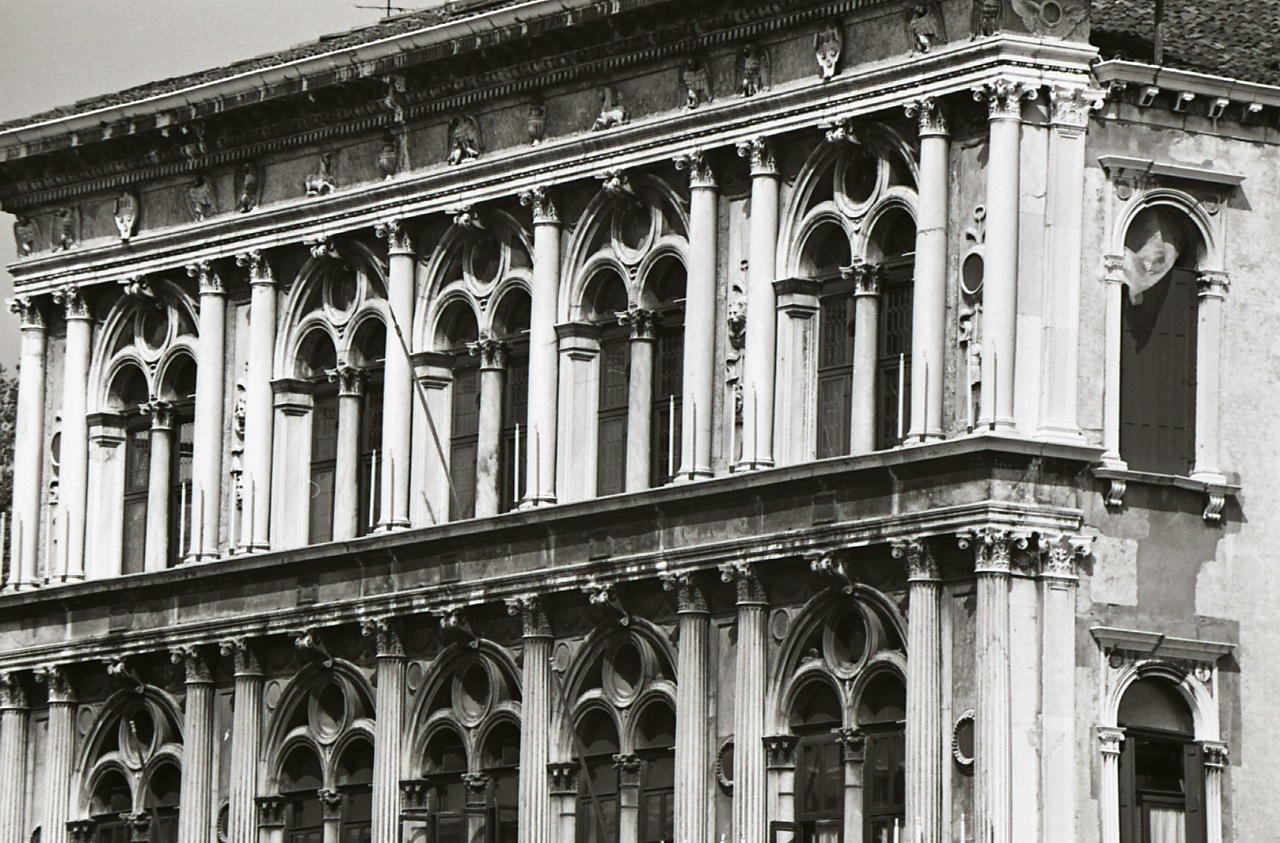
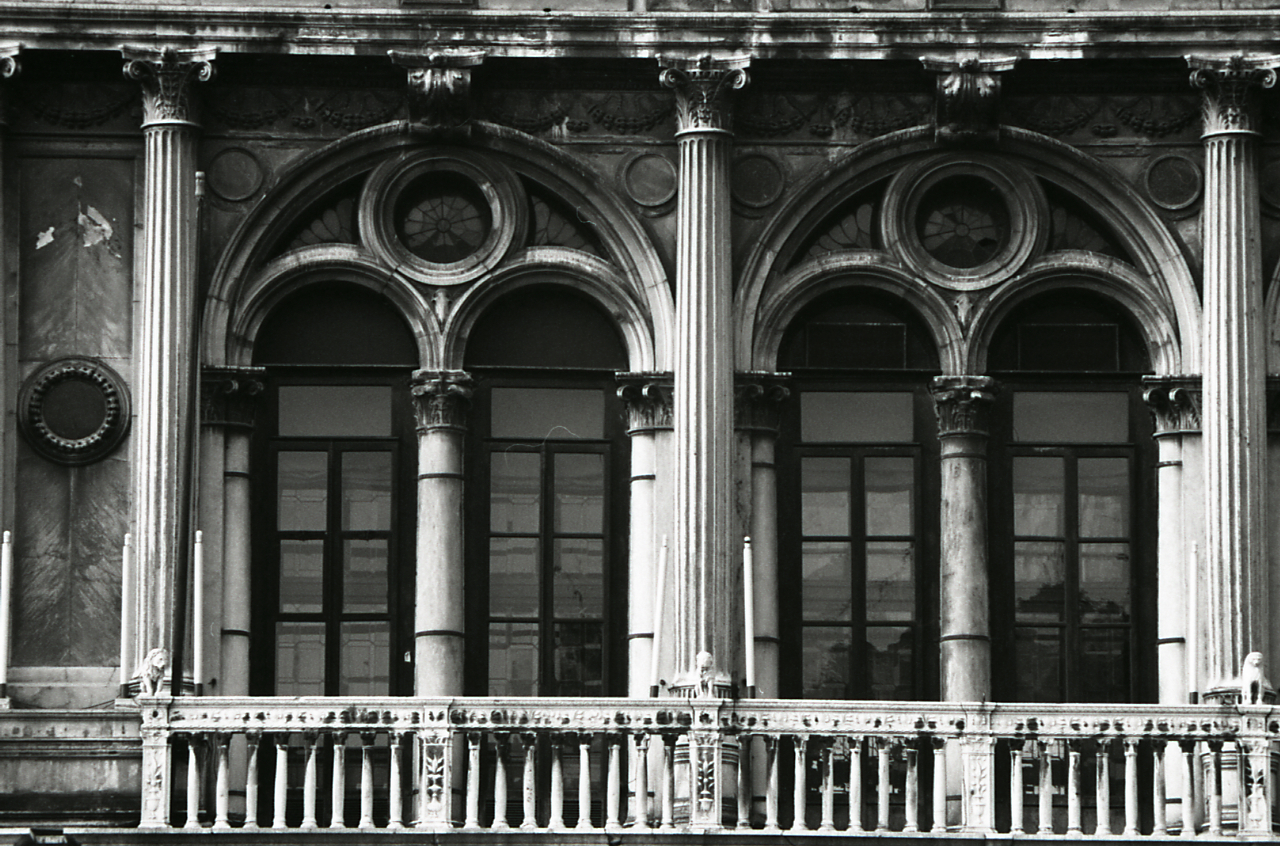

### Interni
Internamente il palazzo presenta, al pian terreno, un corridoio interno detto portego, dal quale si accede allo scalone. In luogo degli antichi affreschi giorgionei che vi decoravano le pareti, oggi vi sono degli stucchi più recenti. Il primo piano nobile è sede del Salone, nel quale si conservano lavori cinquecenteschi di Palma il Giovane e opere del XVII secolo. Tale ambiente è realizzato in forma di T, in modo da essere più ristretto nella parte posteriore e poter godere di un'ampia veduta sul Canal Grande. Altre importanti sale, quella del Camino o quella dei Cuori d'oro, sono frutto di modifiche seicentesche.

## Sale Wagner di Palazzo Vendramin Calergi
Il compositore tedesco Richard Wagner soggiornò a Venezia per sei volte tra il 1858 fino alla morte. Giunto in Italia durante il suo ultimo viaggio, dopo la prima del Parsifal alla seconda edizione del Festival di Bayreuth, affittò l'intero mezzanino di Ca' Vendramin Calergi dal Conte di Bardi prima della partenza dalla Germania, e vi giunse quindi il 16 settembre 1882 con la moglie Cosima Liszt e quattro dei cinque figli (Daniela von Bülow, Isolde, Eva e Siegfried Wagner), nonché qualche domestico.
Wagner morì di crisi cardiaca all'interno del palazzo il 13 febbraio 1883 all'età di 69 anni. Una targa commemorativa sul muro di cinta in mattoni che dà sul Canal Grande, riporta l'iscrizione in versi del ricordo del poeta Gabriele D'Annunzio: 
In questo palagio
l'ultimo spiro di Riccardo Wagner
odono le anime perpetuarsi come la marea
che lambe i marmi
Le Sale Wagner, un'area espositiva aperta all'interno del palazzo nel febbraio 1995 a cura dell'Associazione Richard Wagner di Venezia, contengono le raccolte Josef Lienhart e Just (composta di documenti rari, spartiti, lettere autografe, pitture, dischi ed altri oggetti da collezione). Gli oggetti costituiscono nell'insieme la più grande raccolta privata dedicata a Wagner al di fuori dei musei di Bayreuth e documentano in particolare il rapporto tra Wagner e Venezia, la città italiana prediletta dal compositore e alla quale lo legarono eventi artistici e affettivi. Le Sale Wagner sono visitabili su appuntamento da concordare con l'Associazione.
L'Associazione Richard Wagner di Venezia ha costituito anche il Centro Europeo di Studi e Ricerche Richard Wagner - C.E.S.R.R.W., attraverso il quale organizza eventi culturali, conferenze, concerti, mostre (tra cui le Giornate Wagneriane), che si svolgono perlopiù negli ambienti del Palazzo.

## Il Casinò di Venezia
Al secondo piano del palazzo ha sede il Casinò di Venezia, la casa da gioco più antica del mondo, con la sua fondazione nel 1638, ma a palazzo Vendramin solo dal 1946, quando il comune acquisì l'edificio e ne fece la sede invernale del Casinò di Venezia.